# مامیکو ماتسوموتو
مامیکو ماتسوموتو (انگلیسی: Mamiko Matsumoto؛ زادهٔ ۹ اکتبر ۱۹۹۷) بازیکن فوتبال اهل ژاپن است.